# ФК Славия (Пловдив)
Вижте пояснителната страница за други значения на Славия.
Славия е български футболен отбор от град Пловдив.

## История
Основан е през 1946 г. Наследник е на обединения ФК „Спортклуб-Парчевич“ (Пловдив). Участва в Републиканското първенство през 1946 г., но отпада на осминафинала от Славия (София) с 0:1 в Пловдив. През 1947 г. Славия (Пловдив) отново отпада, но този път губи като гост на Хаджи Славчев (Павликени) с 2:3. През същата година се обединява със СК „Петър Ченгелов“ под името Славия-Ченгелов. В следващия шампионат през 1948 г. в първия кръг отстранява Спартак (Плевен) с равенство 1:1 и победа на реванша с 3:0. На четвъртфинала обаче отпада от Левски (София) (0:4 и 3:3). За купата на страната достига до финала, където губи от Локомотив (София) на столичния стадион Юнак с 0:1. В началото на 1949 г. отново носят името Славия (Пловдив) и завършват на 7 място в А група. На 5 октомври 1949 г. в резултат на решението за реорганизация на спортното движение в България и преминаването му на производствено-ведомствен принцип се създават ДСО-та (Доброволна Спортна Организация) и отборът на Славия ФК „Спортклуб-Парчевич“ (Пловдив), ФК „Спортклуб“ (Пловдив) и ФК „Парчевич“ (Пловдив) продължават да съществуват като „Локомотив“ (Пловдив).
Вследствие на успешното си представяне през целия сезон 1948 г. (футболен първенец и на Пловдивска областна група), то Славия бил определен за единствения тим, който да представлява Пловдив в новоучредената А Републиканска футболна дивизия. Именно поради това клубът, който днес носи името „Локомотив“ Пловдив, фигурира в специализираната футболна литература като един от десетте съучредители на А РФГ през есента на 1948 г. Пак поради същите основания, първият мач на Славия Пловдив в А РФГ (10 октомври 1948 г. срещу „ТВП“ Варна) фигурира като първи мач на Локомотив Пловдив в А РФГ.

### „Славия“ Пловдив
След 1944 г. новоустановилата се власт предприема няколко кампании по т.нар. реорганизиране на спортните клубове в България, изразяващи се в сливането на голяма част от тях и съответна промяна на имената. Така, Спортклуб първоначално приобщава в себе си арменските спортни клубове, а впоследствие и няколко други клуба, първият от които бил Парчевич – през 1945 г. В съответствие със задължителното изискване, името на Спортклуб е променено на „С.П. 45“ (Спортклуб-Парчевич 1945 г.), а малко след това станава „Славия“ Пловдив.
През 1947 г. новата вълна обединения, която обхванаща всички пловдивски клубове, влива в Славия спортното дружество на кооперативните работници („П. Ченгелов“), който акт е последван от задължителното преименуване – името на клуба се преименува на „Славия-Ченгелов“. То обаче не просъществува дълго време, тъй като отново е възстановено името „Славия“ Пловдив през 1949 г.
За разлика от други клубове в България, които също като Спортклуб са преименувани след 1944 г., но впоследствие възстановяват автентичните си имена, то „Спортклуб“ няма възможността да възстанови своето изконно име. Едно от вероятните причини е, че името „Спортклуб“ представлява директна заемка от западноевропейската (немската) спортна традиция, която традиция определя развитието на българския спорт до 1944 г., но за нея трудно може да се намери място след 1944 г. Факт е, че след 1944 г. в българския футбол не просъществува нито едно име на клуб, свързано със Западна Европа (Спортклуб, Атлетик и т.н.).
В същото време, за разлика от променяното през годините след 1944 г. име на „Спортклуб“, то неизменни остават териториалната му принадлежност (IV район), неговата клубна емблема, неговите клубни цветове – червено-черно-бяло, както и представителният му футболен отбор (от приобщаваните клубове в отбора се включвали един-двама играчи). Съвсем естествено, неизменни оставали и неговите привърженици – които се умножават от приобщилите се привърженици на католическия спортен клуб „Парчевич“, както и тези на арменските спортни клубове.
Вследствие на успешното си представяне през сезон 1948 г. (футболен първенец и на Пловдивска областна група), Славия Пловдив е определен за единствения отбор, който да представлява Пловдив в новоучредената А Републиканска футболна дивизия. Именно поради това клубът, който днес носи името „Локомотив“ Пловдив, фигурира в специализираната футболна литература като един от десетте съучредители на А РФГ през есента на 1948 г. Пак поради същите основания, първият мач на Славия Пловдив в А РФГ (10 октомври 1948 г. срещу „ТВП“ Варна) фигурира като първи мач на Локомотив Пловдив в А РФГ.
Равносметката на Спортклуб дотогава може да се определи като впечатляваща: клубът е изиграл общо 84 мача на държавно равнище (след 1944 г. под имената СП45, Славия, Славия-Ченгелов), с голова разлика 157:129. Към октомври 1949 г. нито един друг пловдивски клуб дори не се доближава до такива показатели. През годините 1945 – 49 г. под името Славия Пловдив, клубът е пет пъти поред официално обявяван за най-голямата (най-масовата) спортна организация в Пловдив, а през 1948 г. – и в цяла България.
През месец август на 1949 г. идва поредната вълна на „реорганизиране“ на българските спортни (футболни) клубове. Съобразно това решение териториалният принцип на изграждане на клубовете се премахва, заменяйки се от производствено-ведомствен. По този начин различните профсъюзи (ведомства) се окрупняват в няколко големи групи, всяка от които излъчвала своя т.нар. „Доброволна спортна организация“ (ДСО). На практика съществуващите дотогава клубове се трансформират в ДСО, като на много места тази трансформация е съпроводена и с нови обединения между съществуващите клубове.
Именно по силата на тези обстоятелства, през месец октомври 1949 г. „Славия“ Пловдив се обединява с още един клуб – който тогава се казвал „ЖСК Пловдив“, като впоследствие това обединение оставя важни последици в клубната история. По този начин реорганизацията събира най-големия пловдивски клуб и най-малобройния пловдивски клуб.
Вестник „Народен спорт“ по повод Денят на физкултурата
| „ | Най-голямото градско физкултурно дружество „Славия-Ченгелов“ се представи достойно и масово с оригинални упражнения | “ |

## Успехи
- Финалист за купата на страната през 1948 г.
- 7 място в А група през 1948/49 г.
- 7 място (четвъртфиналист) в Републиканското първенство през 1948 г.

## Известни футболисти
- Тодор Атлиев
- Кирил Минков